# 오드리 영
오드리 영(Audrey Young, 1922년 10월 30일 ~ 2012년 6월 1일)은 미국의 배우, 가수, 영화배우이다.

## 영화
- 이지 리빙 (1949년)
- Monsieur Beaucaire (1946년)
- 러버 컴 백 (1946년)
- 블루 스카이스 (1946년)
- 스토크 클럽 (1945년)
- 조지 화이트의 스캔달 (1945년)
- 업 인 암스 (1944년)